# Altes Rathaus (Frechen)

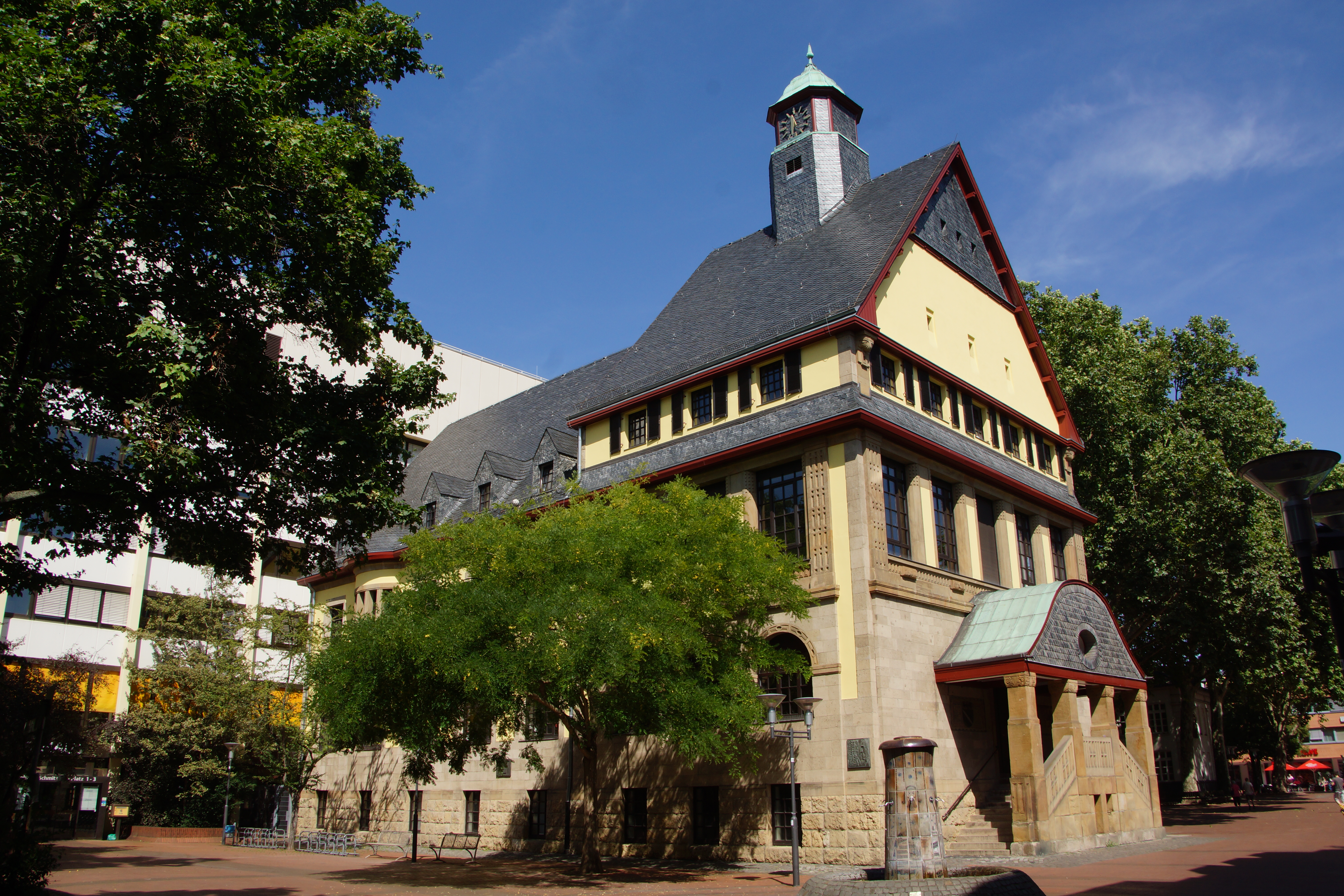
Altes Rathaus, 2014

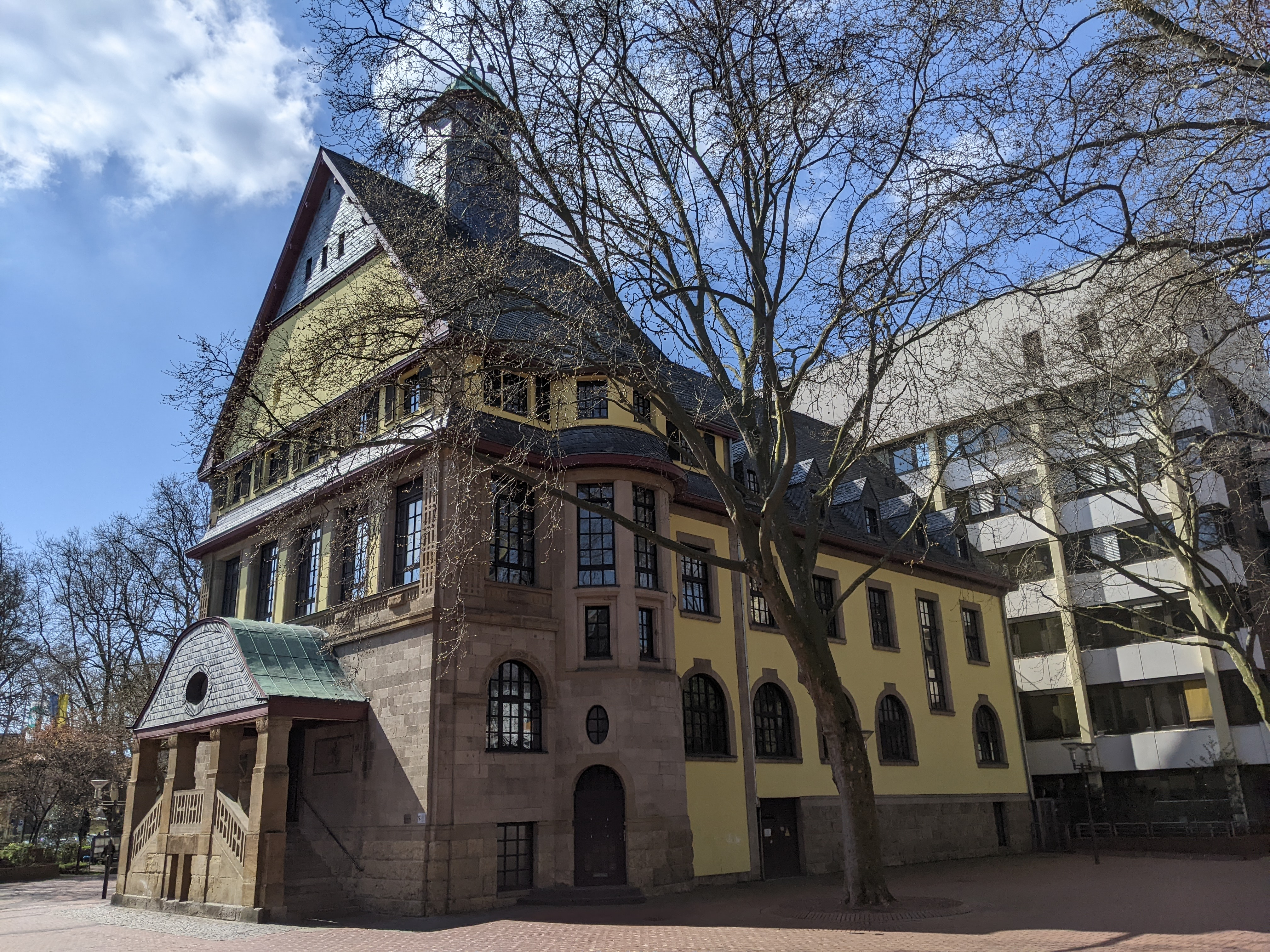
Altes Rathaus, 2023

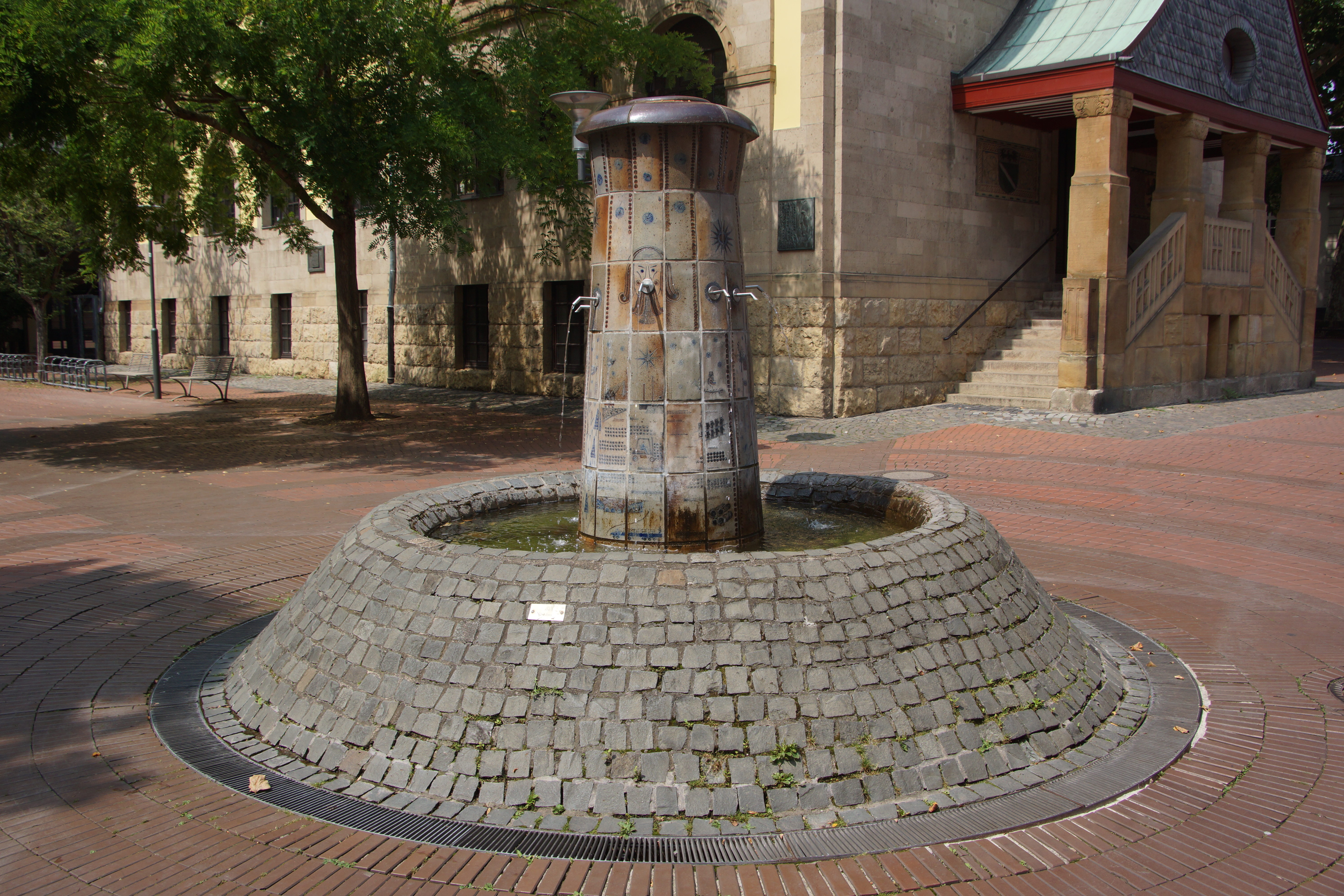
Keramikbrunnen vor dem Rathaus

Das alte Rathaus ist ein Profanbau in Frechen, einer Stadt im Rhein-Erft-Kreis (Nordrhein-Westfalen). Es steht als Baudenkmal unter Denkmalschutz.

## Geschichte und Architektur
Das alte Rathaus ist ein zweigeschossiger, neubarocker Putzbau mit Werksteingliederung. Es wurde von 1907 bis 1909 nach Entwurf des Kölner Architekten Carl Moritz errichtet. Der Trakt, in dem der Gemeindesaal liegt, zeichnet sich durch einen hohen Giebel mit Dachreiter aus. Das Gebäude ist über eine zweiläufige, überdachte Treppe begehbar. An den Altbau wurde 1980 rückwärtig ein neues Verwaltungsgebäude angefügt.